# Innocenti Nuova Mini
La Innocenti Nuova Mini è una piccola autovettura prodotta dal 1974 al 1993 dalla casa automobilistica italiana Innocenti.

## Il contesto
Nella seconda metà degli anni '60, la Innocenti era guidata da Luigi Innocenti, figlio del fondatore Ferdinando. La produzione di automobili su licenza BMC (British Motor Corporation) procedeva in maniera soddisfacente e la casa di Lambrate accarezzava l'idea di una vettura interamente progettata e costruita in Italia. Fu così affidato a Nuccio Bertone e a Giovanni Michelotti, l'incarico di approntare dei progetti per una piccola utilitaria, da proporre nella fascia di mercato delle vetture da 750 cm³, da affiancare all’ormai datato modello "Mini".
Stante l'intervenuta crisi aziendale, l’idea venne provvisoriamente accantonata, per essere ripresa nel 1972, quando il settore auto della Innocenti passò di mano al gruppo British Leyland, che inviò Goeffry Robinson a dirigere gli impianti di Lambrate. Robinson rimase subito colpito dalla maquette di Bertone, ma le condizioni finanziarie della Innocenti e della casa madre, non consentivano di dare rapida attuazione al progetto, che avrebbe comportato fra l’altro la costosa realizzazione di nuovi motori e parti meccaniche. Del resto, l'uscita della Autobianchi A112, appositamente pensata per contrastare il successo della "Mini", aveva assestato un duro colpo alle vendite della casa milanese, che doveva subito correre ai ripari.
La maquette definitiva del designer Marcello Gandini per Bertone, giungerà così allo stadio di produzione nel 1974. Utilizzando però organi meccanici e motori della Mini tradizionale inglese, seppur migliorati e aggiornati secondo le nuove regole del mercato (messa a punto dei propulsori per razionalizzarne le prestazioni e ridurne i consumi, con spostamento del radiatore di raffreddamento sul frontale dell'auto), facendo della Nuova Mini un’auto innovativa e alla moda. Con una carrozzeria dal caratteristico aspetto "squadrato" (molto moderno per l'epoca), dominata da ampie superfici vetrate, minimi sbalzi, linea vagamente a cuneo e pratico portellone posteriore. Questo modello è stato il primo a sfoggiare un frontale con gli indicatori di direzione verticali posizionati agli spigoli anteriori, soluzione che unisce aspetti estetici e funzionali, tali che sarà ampiamente diffusa su  gran parte dei modelli di auto utilitarie e di fascia media nel periodo successivo.
Tecnicamente il modello, insieme alle sue successive evoluzioni, saranno conosciute l’appellativo di "Mini Bertone".
La stampa e il pubblico accolsero entusiasticamente la vettura, nonostante il prezzo piuttosto salato, in linea ad ogni modo con quello della migliore concorrenza diretta, in particolare della Autobianchi A112, sua diretta rivale. Tuttavia, le vicende finanziarie e di immagine della casa produttrice ne ostacolarono l’iniziale affermarsi presso il mercato, opacizzando al contempo le potenzialità dell’auto. Gli esiti di alcuni difetti tipici di inizio produzione si sommarono in pochi mesi a quelli del tracollo finanziario della Leyland Innocenti, che dovette fare i conti con gli strascichi macroeconomici della crisi petrolifera.
L'agitazione delle maestranze Innocenti in occasione delle crisi aziendali, fece sì che le automobili nei primi periodi di commercializzazione (nonostante le richieste) venissero consegnate in forte ritardo, e in alcuni casi mal rifinite o addirittura vandalizzate allo stadio di spedizione, con conseguente perdita di immagine per la Leyland Innocenti. La gestione De Tomaso, che subentrò alla gestione Leyland, ereditò la nuova vettura e la rimise immediatamente in produzione, raggiungendo gli obiettivi di vendita tra il 1977 e il 1980, con un picco di successo nel biennio 1978-1979.
Attraverso le diverse gestioni della Innocenti (Leyland, De Tomaso e FIAT) la vettura, in tutte le sue diverse e successive evoluzioni, ebbe comunque un consenso di pubblico costante negli anni, che assestò le vendite su un livello tale da farla sopravvivere fino al 1993. Con un design quasi immutato per 19 anni, a conferma delle potenzialità dell’utilitaria che, dopo anni di oblio e dimenticatoio, risulta oggi ancor più apprezzata di quanto non lo fosse all'epoca della sua produzione.
Negli ultimi anni di commercializzazione, nelle versioni più economiche, la piccola Innocenti assurse anche al ruolo di auto meno costosa del mercato, mutando completamente il target di posizionamento che le era stato assegnato al suo esordio di "auto snob".
Curioso il fatto di come la vettura vivesse pure di un mercato di sostituzione. Parecchi utenti, durante gli anni di produzione, usavano cambiare la propria Mini con una Mini delle serie successive. Le dimensioni minime e le buone prestazioni e doti di economia dell’auto, crearono anche una nicchia di discreti affezionati, che fece vivere il mercato dell'usato della Mini Bertone anche alcuni anni dopo la sua uscita di produzione.
I numeri di produzione di tale vettura sono solo stimati, sulla base dell'osservazione dei progressivi di produzione di diverse vetture. Non sono infatti disponibili per la consultazione i dati ufficiali di produzione della Innocenti, e non v'è certezza sul fatto che siano ad oggi conservati presso l'archivio Alfa Romeo di Arese o che siano andati persi.
Qui sotto viene riportata una stima del numero di vetture prodotte, stimate sulla base dei progressivi di produzione di ogni modello riportate nelle pubblicazioni "INFORMAZIONE TECNICA" del Servizio Assistenza Innocenti.
|                                | Modello                        | Inizio produzione              | Fine produzione                | Cilindri                       | cm³                            | Cavalli                        | Tipo                           | Alimentazione                  | Aspirata Turbo                 | Cambio                         | Rapporti                       | Lunghezza                      | Larghezza                      | Altezza                        | Esemplari stimati |
| Leyland                        | Mini 90                        | 1974                           | 1982                           | 4                              | 998                            | 49                             | DGM                            | benzina                        | A                              | M                              | 4                              | 3120                           | 1500                           | 1365                           | 150.000           |
| Leyland                        | Mille                          | 1980                           | 1982                           | 4                              | 998                            | 49                             | DGM                            | benzina                        | A                              | M                              | 4                              | 3160                           | 1520                           | 1380                           | 150.000           |
| Leyland                        | Mini 120                       | 1974                           | 1980                           | 4                              | 1275                           | 65                             | DGM                            | benzina                        | A                              | M                              | 4                              | 3120                           | 1500                           | 1365                           | 20.000            |
| Leyland                        | Mini De Tomaso                 | 1976                           | 1982                           | 4                              | 1275                           | 77                             | SAE                            | benzina                        | A                              | M                              | 4                              | 3130                           | 1530                           | 1365                           | 30.000            |
| Totale motorizzazione Leyland  | Totale motorizzazione Leyland  | Totale motorizzazione Leyland  | Totale motorizzazione Leyland  | Totale motorizzazione Leyland  | Totale motorizzazione Leyland  | Totale motorizzazione Leyland  | Totale motorizzazione Leyland  | Totale motorizzazione Leyland  | Totale motorizzazione Leyland  | Totale motorizzazione Leyland  | Totale motorizzazione Leyland  | Totale motorizzazione Leyland  | Totale motorizzazione Leyland  | Totale motorizzazione Leyland  | 200.000           |
| Daihatsu                       | 3 cilindri CB21                | 1982                           | 1984                           | 3                              | 993                            | 52                             | DIN                            | benzina                        | A                              | M                              | 5                              | 3160                           | 1520                           | 1370                           | 60.000            |
| Daihatsu                       | Minitre CB22                   | 1984                           | 1987                           | 3                              | 993                            | 54                             | DIN                            | benzina                        | A                              | M                              | 5                              | 3160                           | 1520                           | 1370                           | 60.000            |
| Daihatsu                       | Minidiesel                     | 1984                           | 1987                           | 3                              | 993                            | 37                             | DIN                            | diesel                         | A                              | M                              | 5                              | 3160                           | 1520                           | 1380                           | 9.000             |
| Daihatsu                       | Minimatic                      | 1984                           | 1987                           | 3                              | 993                            | 51                             | DIN                            | benzina                        | A                              | A                              | 2                              | 3160                           | 1520                           | 1370                           | 5.000             |
| Daihatsu                       | Turbo DeTomaso                 | 1983                           | 1990                           | 3                              | 993                            | 71                             | DIN                            | benzina                        | T                              | M                              | 5                              | 3135                           | 1530                           | 1375                           | 6.000             |
| Daihatsu                       | 650                            | 1984                           | 1987                           | 2                              | 617                            | 31                             | DIN                            | benzina                        | A                              | M                              | 5                              | 3160                           | 1520                           | 1370                           | 13.000            |
| Daihatsu                       | 990 Diesel                     | 1986                           | 1990                           | 3                              | 993                            | 37                             | DIN                            | diesel                         | A                              | M                              | 5                              | 3375                           | 1520                           | 1375                           | 4.000             |
| Daihatsu                       | 990 Matic CB22+CB23            | 1986                           | 1990                           | 3                              | 993                            | 51                             | DIN                            | benzina                        | A                              | A                              | 2                              | 3375                           | 1520                           | 1375                           | 1.500             |
| Daihatsu                       | 990 CB22                       | 1986                           | 1988                           | 3                              | 993                            | 54                             | DIN                            | benzina                        | A                              | M                              | 5                              | 3375                           | 1520                           | 1375                           | 15.000            |
| Daihatsu                       | 990 CB23                       | 1988                           | 1990                           | 3                              | 993                            | 52                             | DIN                            | benzina                        | A                              | M                              | 5                              | 3375                           | 1520                           | 1375                           | 15.000            |
| Daihatsu                       | Small 990                      | 1991                           | 1992                           | 3                              | 993                            | 52                             | DIN                            | benzina                        | A                              | M                              | 5                              | 3375                           | 1520                           | 1375                           | 15.000            |
| Daihatsu                       | Small 990 CAT                  | 1992                           | 1993                           | 3                              | 993                            | 50                             | DIN                            | benzina                        | A                              | M                              | 5                              | 3375                           | 1520                           | 1375                           | 15.000            |
| Daihatsu                       | 500                            | 1988                           | 1990                           | 3                              | 548                            | 32                             | DIN                            | benzina                        | A                              | M                              | 5                              | 3212                           | 1520                           | 1380                           | 35.000            |
| Daihatsu                       | Small 500                      | 1991                           | 1992                           | 3                              | 659                            | 31                             | DIN                            | benzina                        | A                              | M                              | 5                              | 3212                           | 1520                           | 1380                           | 35.000            |
| Daihatsu                       | Small 500 CAT                  | 1992                           | 1993                           | 3                              | 659                            | 30                             | DIN                            | benzina                        | A                              | M                              | 5                              | 3212                           | 1520                           | 1380                           | 35.000            |
| Daihatsu                       | Small 500 SE CAT               | 1992                           | 1993                           | 3                              | 659                            | 30                             | DIN                            | benzina                        | A                              | M                              | 5                              | 3375                           | 1520                           | 1375                           | 1.500             |
| Totale motorizzazione Daihatsu | Totale motorizzazione Daihatsu | Totale motorizzazione Daihatsu | Totale motorizzazione Daihatsu | Totale motorizzazione Daihatsu | Totale motorizzazione Daihatsu | Totale motorizzazione Daihatsu | Totale motorizzazione Daihatsu | Totale motorizzazione Daihatsu | Totale motorizzazione Daihatsu | Totale motorizzazione Daihatsu | Totale motorizzazione Daihatsu | Totale motorizzazione Daihatsu | Totale motorizzazione Daihatsu | Totale motorizzazione Daihatsu | 150.000           |
| Totale generale Mini Bertone   | Totale generale Mini Bertone   | Totale generale Mini Bertone   | Totale generale Mini Bertone   | Totale generale Mini Bertone   | Totale generale Mini Bertone   | Totale generale Mini Bertone   | Totale generale Mini Bertone   | Totale generale Mini Bertone   | Totale generale Mini Bertone   | Totale generale Mini Bertone   | Totale generale Mini Bertone   | Totale generale Mini Bertone   | Totale generale Mini Bertone   | Totale generale Mini Bertone   | 350.000           |

## Prima serie (Mini 90/120/DeTomaso) 4 cilindri
Nata nel 1974, venne presentata al Salone dell'automobile di Torino dello stesso anno, dopo un evento pubblicitario a Saint Vincent. Meccanicamente era identica alla Mini classica, disponibile nelle versioni 90 (998 cm³) e 120 (1275 cm³).

La Mini De Tomaso

Nel 1976, con il passaggio di proprietà della Innocenti al gruppo De Tomaso-GEPI, fu anche proposta una versione 120 maggiorata (solito motore 1300 BL, ma di diversa messa a punto), con caratterizzazione sportiva e nuovo nome commerciale di Mini De Tomaso.
Nel 1977 la gamma venne ampliata, attraverso le versioni SL per le due motorizzazioni. Con un migliore standard di finitura delle vetture e un listino ora composto dalle 90N, 90SL, 120L e 120SL. Sulla base della rinnovata gamma, la Innocenti ebbe la possibilità di consolidare la posizione della vettura sul mercato, grazie pure all’esportazione all’estero della piccola utilitaria, sfruttando i meccanismi della rete di vendita British Leyland.
Per i mercati esteri la vettura fu identificata con le denominazioni di Leyland Innocenti 90/120/De Tomaso, riscuotendo un buon successo soprattutto in Francia, e in minor misura, nei mercati spagnolo, tedesco e del Benelux. Per l'estero, vennero inoltre preparate alcune versioni speciali mai vendute in Italia: Bleue e Red. In Italia sarà ottenibile per un certo periodo la versione speciale della Mini 90SL, la "Koelliker", personalizzata dalla casa milanese con i paraurti e i passaruota supplementari della De Tomaso, verniciature metallizzate a due tinte, colorazioni specifiche, plancia rivestita in legno e parabrezza con antenna radio integrata. Ulteriore versione speciale per l’Italia fu la “California”, ovvero una 90SL con verniciatura bicolore, volante e plancia con finiture in legno e a richiesta tetto apribile in tela.
Nel 1979, alla De Tomaso si accostò la " De Tomaso Special", nella sola colorazione nera, con filetti oro alle fiancate, interni specifici in stoffa monocolore e volante sportivo in pelle. Nel 1980 viene presentata la DeTomaso “super” special bordeaux, con la dotazione ulteriormente arricchita di alzacristalli elettrici anteriori e cerchi ruota in lega specifici da 12 pollici.

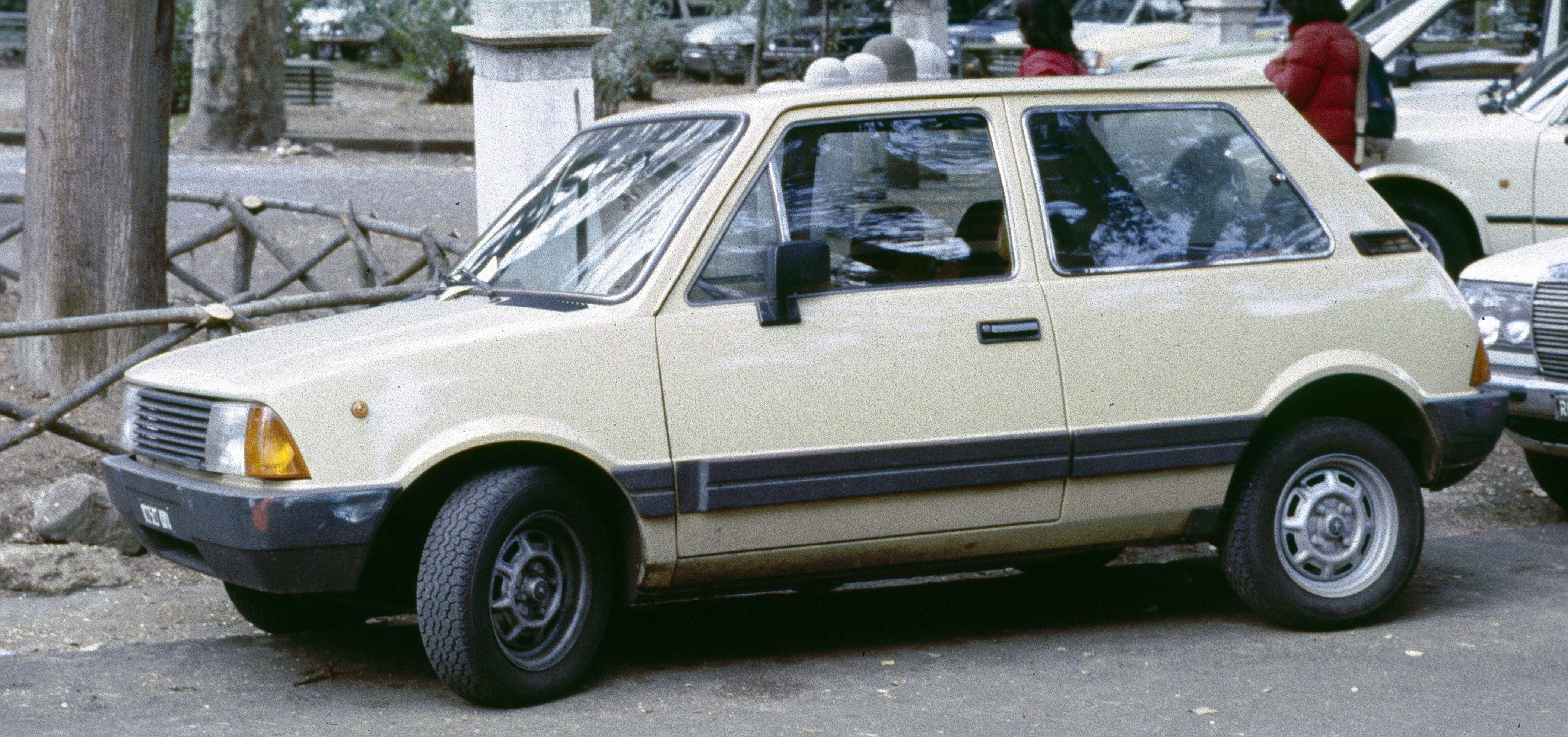
La Mini Mille

Nel 1980, nasce l'estrema evoluzione del modello, la Mille. La carrozzeria è simile alla 90 dalla quale deriva meccanicamente, con un restyling che la fa apparire molto più moderna grazie ai paraurti/fascioni in resina plastica, e a un sostanziale cambio nell'arredo interno, con un largo uso di velluto e moquette, che prefigurerà le sembianze delle successive Tre Cilindri in versione lusso. La Mille sarà la prima utilitaria sul mercato italiano ad avere gli alzacristalli elettrici.
Nella primavera del 1981 esce di produzione la 120 e tutte le 90 adottano i paraurti in plastica della Mille. Si studiano in questo periodo anche dei prototipi di Mini Bertone a 5 porte, che però non avranno alcun seguito commerciale.

## Seconda serie (Tre cilindri/Small)
Nel 1982, alla scadenza dell’accordo per la fornitura dei motori da parte della Leyland, si iniziano a montare gli organi meccanici giapponesi Daihatsu. La particolarità di queste versioni sta nella strutturazione a tre cilindri, oggi comunemente utilizzata su automobili di fascia medio/piccola, ma per l’epoca in controtendenza, in un momento in cui le utilitarie adottavano quasi tutte propulsori a quattro cilindri. Le nuove Mini Innocenti vengono così battezzate ufficialmente con la denominazione di Innocenti Tre cilindri, e sono subito disponibili nei livelli di allestimento S, SL ed SE, con un unico motore endotermico di 993 cm³ da 53 CV (il motore 993 aspirato regalò un temperamento deciso alla piccola di Lambrate). Mentre nel 1983 arriva la Turbo De Tomaso, dotata del 993 turbocompresso, ovvero la prima Turbo in casa De Tomaso (Motore chiamato CB/DT Sanyo) particolarmente spinta, e che diverrà una sorta di icona della piccola sportività degli anni '80.
Nel 1984, le Innocenti Tre cilindri vengono ribattezzate MiniTre, mantenendo livelli di allestimento differenziati. Vanno ad aggiungersi alla gamma la MiniMatic con cambio automatico e la Minidiesel, dotata del primo motore diesel sotto il litro sempre di 993 cm³. Derivata dalla MiniTre viene per alcuni periodi fornita una serie speciale denominata "MiniTre SE Special", nelle colorazioni nero, amaranto, grigio e marrone, con le finiture (mascherina, prese d'aria, cerchi, filetti adesivi in fiancata) color oro, e gli interni in velluto con stoffa della "Turbo De Tomaso".
Tra il 1984 e il 1986 la piccola Innocenti viene esportata in Canada tramite le versioni "AMERICA". Alla fine del 1985 alcuni esemplari di MiniTre, MiniMatic e Turbo DeTomaso con specifiche americane, vengono riconvertite a versioni nazionali e vendute sul mercato italiano, dando origine in questo modo alla serie speciale "AMERICA", riconoscibile dai logotipi sulla fiancata posteriore, dagli indicatori di direzione laterali di derivazione Maserati Biturbo, parasale ai passaruota anteriori, e da alcune minime differenze nelle rifiniture interne, residuo delle specifiche USA: spia e cicalino cinture di sicurezza (spia solo su MiniTre/MiniMatic, non su Turbo), placchetta con numero di telaio sul cruscotto, retrovisore interno a sgancio rapido di sicurezza, palpebra antiriflesso alla base della strumentazione, tasti dei servizi illuminati, lampada illumina quadro di riscaldamento, assenza della luce posteriore per nebbia (solo su MiniTre/MiniMatic, non su Turbo), modifica a monolampada per ogni lato delle luci di posizione posteriori (Solo su MiniTre/MiniMatic, non su Turbo), archi passaruota color antracite sotto i codolini (solo versione Turbo).
Al salone di Torino del 1984, fa il suo esordio pure la Innocenti 650, dotata di un bicilindrico Daihatsu di 617 cm³ particolarmente economico e parco, prima superutilitaria del segmento A con raffreddamento ad acqua e cambio a cinque rapporti. Mentre la Turbo De Tomaso adotta il nuovo propulsore CB60.

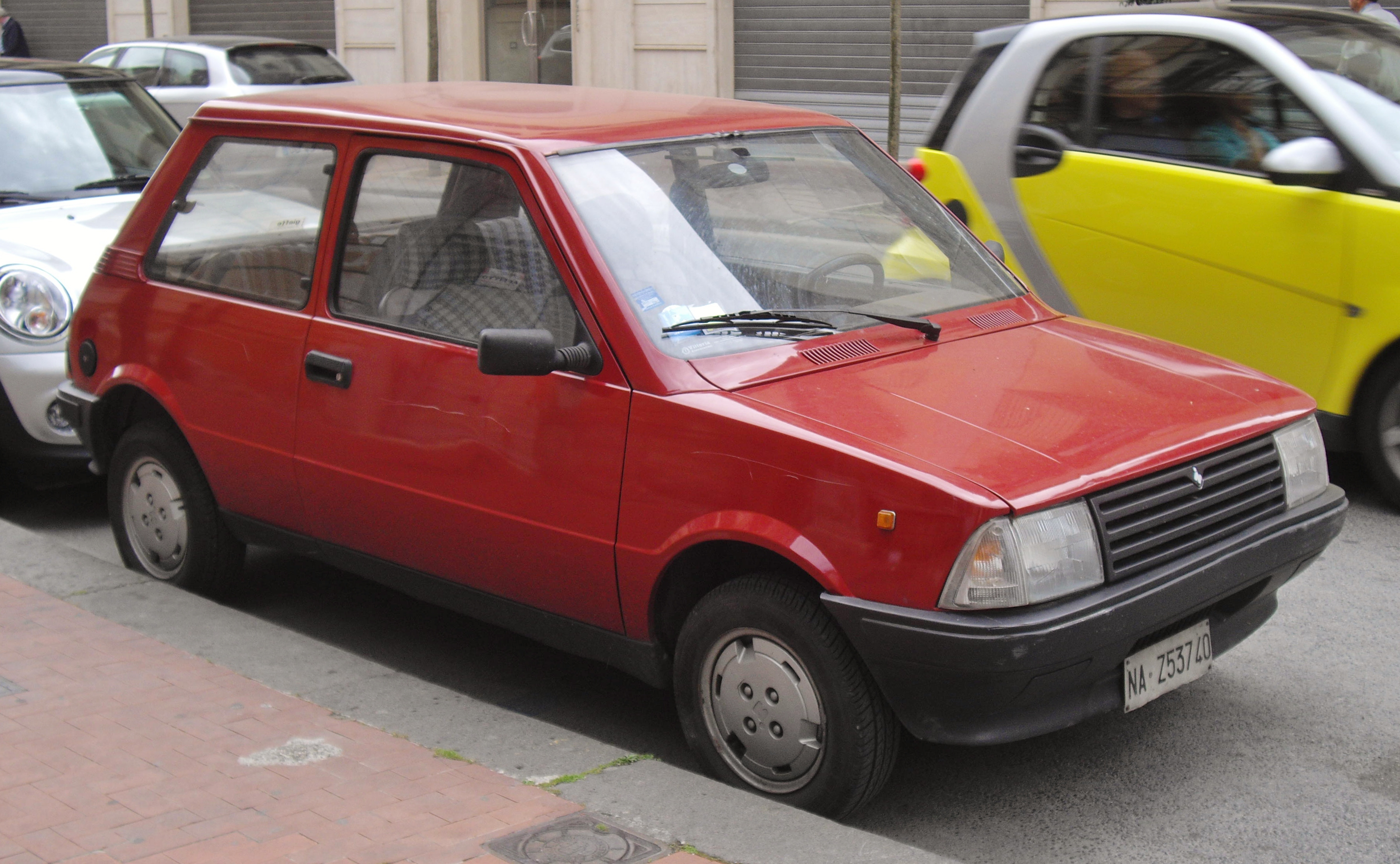
La Mini 990 SL

Nel 1986, si rispolvera il progetto della "mini lunga", che si era implementato già a fine anni '70: debutta la 990, ovvero la Mini con il passo lungo a beneficio di una maggiore stabilità nel comportamento su strada, esteticamente simile alle Mini Bertone, ma col parabrezza più inclinato e aerodinamico, il tergi monospazzola e tanti piccoli particolari aggiornati e migliorati (paraurti, fanaleria, allestimenti interni) e sulla quale viene offerto come optional persino il condizionatore a conferma del ruolo di "piccola ammiraglia". Tra gli optional qualificanti della 990 vanno ricordati gli interni in alcantara e il tetto apribile in cristallo fumé, ottenibili sulla 990 "Serie Speciale", presentata al Salone di Torino del 1990. La 990 è disponibile con la motorizzazione a benzina 993 cc 3 cilindri (CB22) da 56 cavalli con cambio manuale, da 52 cavalli con cambio automatico e in versione sempre 993 cc 3 cilindri (CL) con alimentazione a gasolio.
I livelli di allestimento per le versioni a benzina sono 3 (S, SL e SE), per le versioni a gasolio 2 (SL e SE), mentre il matic è disponibile solo in versione SE.
Alla fine del 1987, compare a listino la 500 (carrozzeria corta), in allestimento L ed LS, con il nuovo piccolo tricilindrico giapponese da 548 cm³. Il 548 stupisce in quanto pur essendo un motore molto piccolo riesce a dare adeguate prestazioni al piccolo corpo vettura della Mini. Il successo di vendita della piccola 548 riporta in utile, per oltre un anno e mezzo, i bilanci della Innocenti.
Nel giugno 1988, il motore di 993 cm³ della Turbo e della 990 viene leggermente aggiornato, mantenendo quasi immutati gli allestimenti, ma dando vita alla nuova e ultima serie della Turbo la CB61, dotata di una strumentazione di nuovo disegno. Nel 1990 viene prodotta l'ultima Turbo De Tomaso, canto del cigno delle piccole Mini pepate lambratesi con motore CB61. Della piccola Turbo vennero allestiti in circa otto anni, poco meno di 6.000 esemplari, di cui circa 3.000 prime serie (Motore CB-DT) e le successive divise tra le motorizzazioni CB60 e CB61.

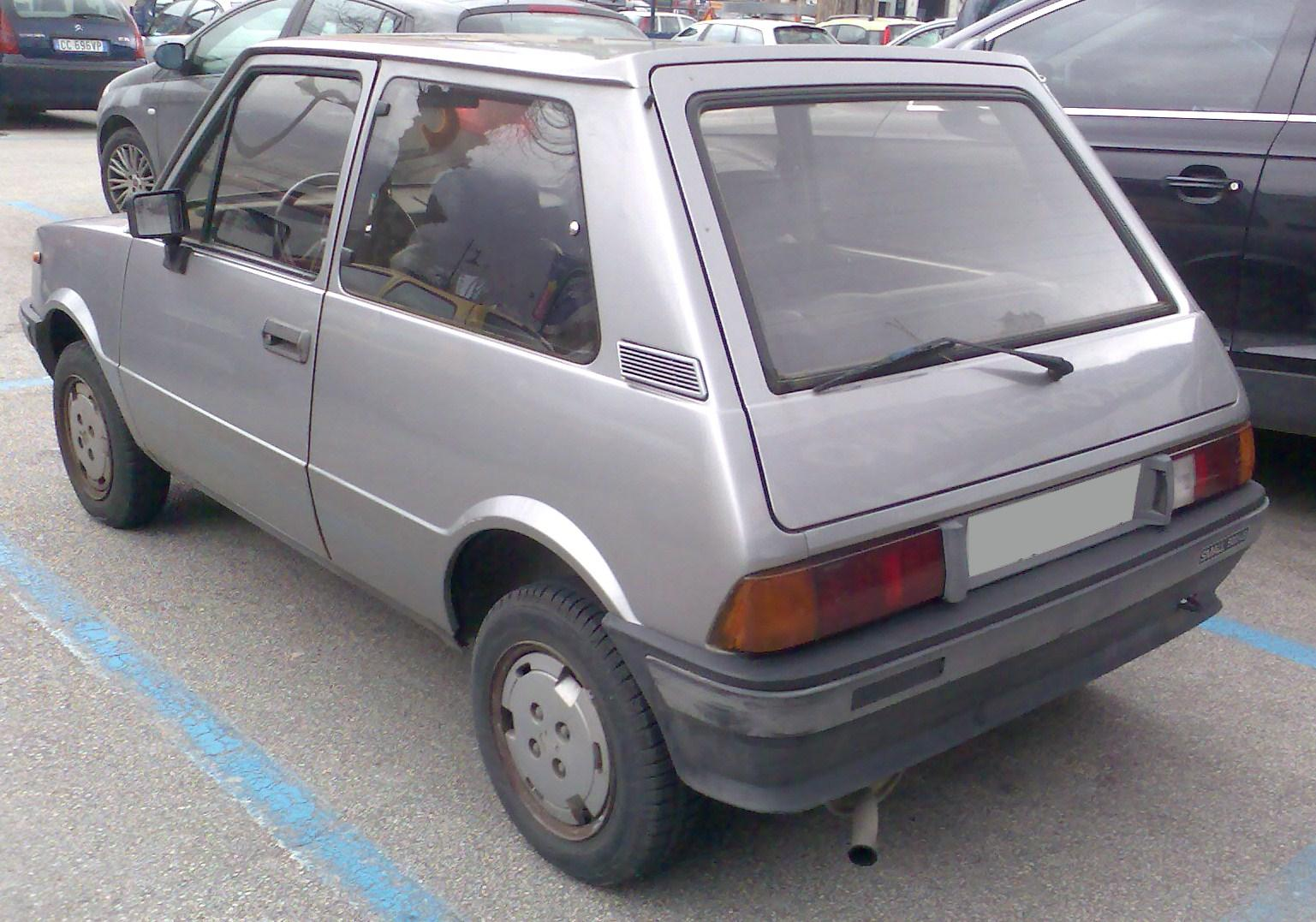
La Mini Small 500

Rimase solo allo stadio di prototipo una versione DeTomaso del 1989 su carrozzeria a passo lungo (990 Turbo DeTomaso). Il prototipo prevedeva una più lieve caratterizzazione sportiva sulla carrozzeria lunga rispetto a quanto visto sulla Turbo DeTomaso. Il risultato finale dell'allestimento sarebbe stato del tutto simile a quella del 990 aspirato, ma con parte bassa della fiancata e dei parafanghi color grigio antracite, così come i paraurti e la mascherina anteriore. Fanaleria anteriore e posteriore immutata. Non vi sono invece testimonianze sull'allestimento interno, se non sul lato della strumentazione che avrebbe dovuto essere quella su fondo nero con caratteri gialli adottata dalle versioni CB61 del Turbo DeTomaso.
Nel 1991, dopo l’ingresso dell’Innocenti nel Gruppo Fiat, la 500 e la 990 vengono rinominate Small 500 e Small 990; in particolare la Small 500 subisce un incremento di cilindrata pari a 659 cm³, che non porta a un sostanziale incremento delle prestazioni ma migliora l’affidabilità e la fluidità di marcia.

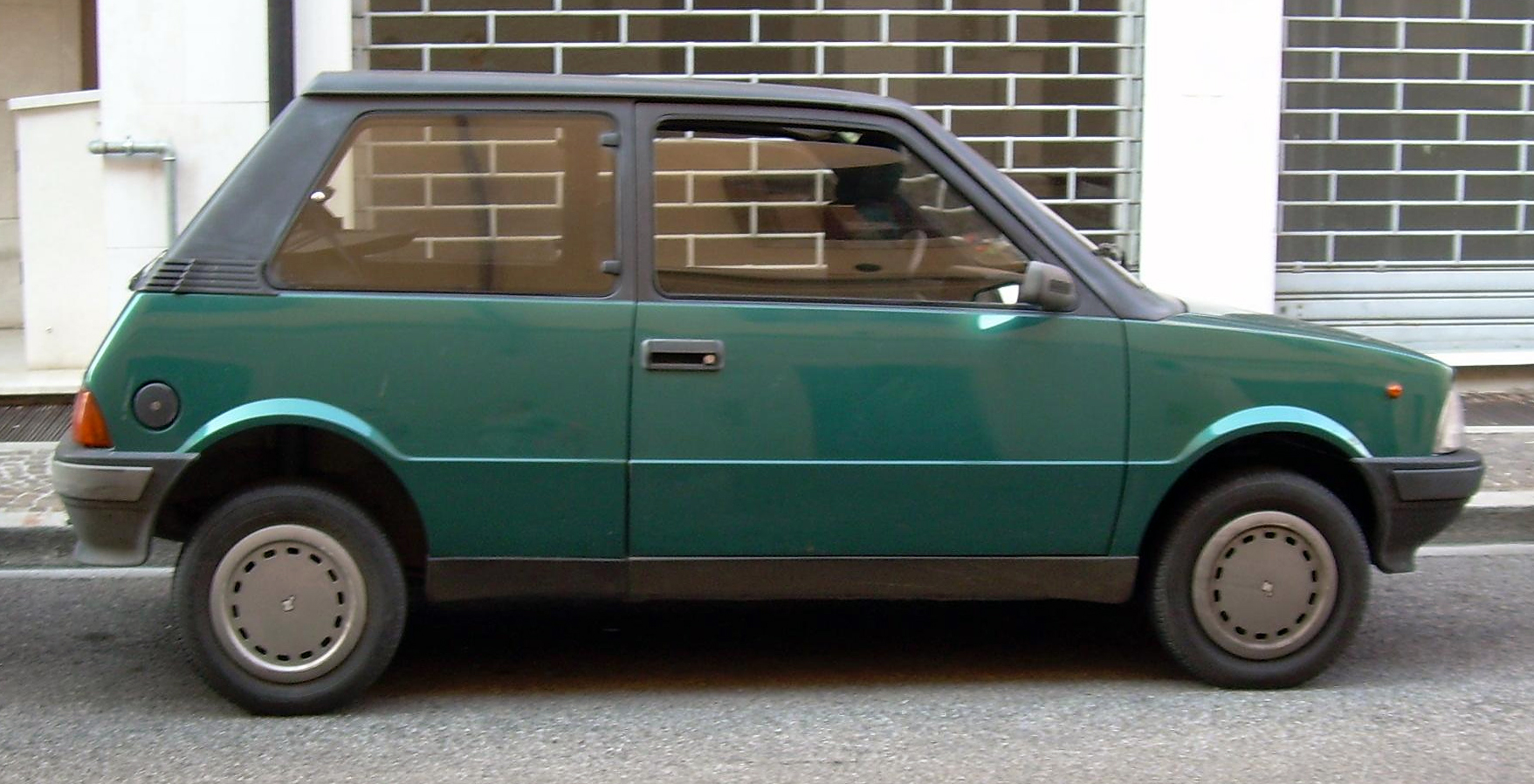
La Small 990 Serie Speciale

Le nuove Small vengono anche accompagnate all’esordio da alcune Serie Speciali, dotate di interni sgargianti (Small 500 Serie Speciale) o raffinati (velluto spigato Missoni sulla Small 990 Serie Speciale) e sovente, verniciatura bicolore della carrozzeria.
Dal 1992, entrano a listino le Small con catalizzatore e, nel 1993 la gamma si amplia con la 500 SE, che unisce il motore 659 alla carrozzeria allungata della 990. La produzione della piccola utilitaria lambratese si conclude però il 31 marzo 1993, mentre la commercializzazione del modello proseguirà fino alle soglie del 1994, con gli ultimi stock di vetture lasciate in giacenza alle concessionarie.

## La fine inaspettata del modello
A inizio anni '90 vennero avanzati ulteriori aggiornamenti sul corpo vettura della Mini Bertone, che però rimasero nella maggior parte dei casi allo stadio di prototipo, complici le vicende legate al passaggio di proprietà della casa automobilistica Innocenti, nonché lo scarso interesse mostrato verso questo modello da parte dei vertici Fiat.
Le ultime Small 500 SE avevano infatti adottato componenti in comune alle coeve Fiat (selleria di derivazione Fiat Panda con slitte al pianale all'anteriore). E si erano inoltre sviluppati studi e progetti per dotare la vettura di motori FIAT Fire 750 e Fire 1000, onde evitare l'importazione degli organi meccanici giapponesi, ma non se ne fece nulla.
L'uscita di produzione delle Small fu forse dettata da una logica votata al risparmio, e dalla presenza da qualche tempo sul mercato della nuova Fiat Cinquecento, senza dimenticare i mutati piani regolatori del Comune di Milano, che fecero presagire il cambio di destinazione delle aree degli stabilimenti Innocenti da industriale a zona residenziale-commerciale. Da qui forse la scelta di dismettere nel breve la produzione dell’auto, e di non ritenere opportuno (dal punto di vista economico) trasferirla in altri stabilimenti del Gruppo Fiat, pur considerando a pochi chilometri di distanza la disponibilità degli impianti dell’Alfa Romeo di Arese, ove si produceva già l’utilitaria Autobianchi Y10.

## Sport e competizioni
La Mini Bertone, principalmente nell'originaria impostazione telaistica e motoristica proposta dalla Leyland, fu anche utilizzata a scopo di competizione. Tale utilizzo riprendeva nella filosofia quello tipico delle Mini inglesi, largamente utilizzate in prove rallystiche, campionati e gare automobilistiche di vario genere, in virtù della loro maneggevolezza, della proverbiale tenuta di strada e delle buone prestazioni. Se in patria alcune Mini Bertone vennero iscritte a prove di rally, in Francia la British Leyland organizzò nella seconda metà degli anni '70 uno speciale campionato monomarca su circuito, chiamato Leyland Trophee, dove gareggiavano esclusivamente Mini 120 e Mini De Tomaso.

## Pubblicità e marketing

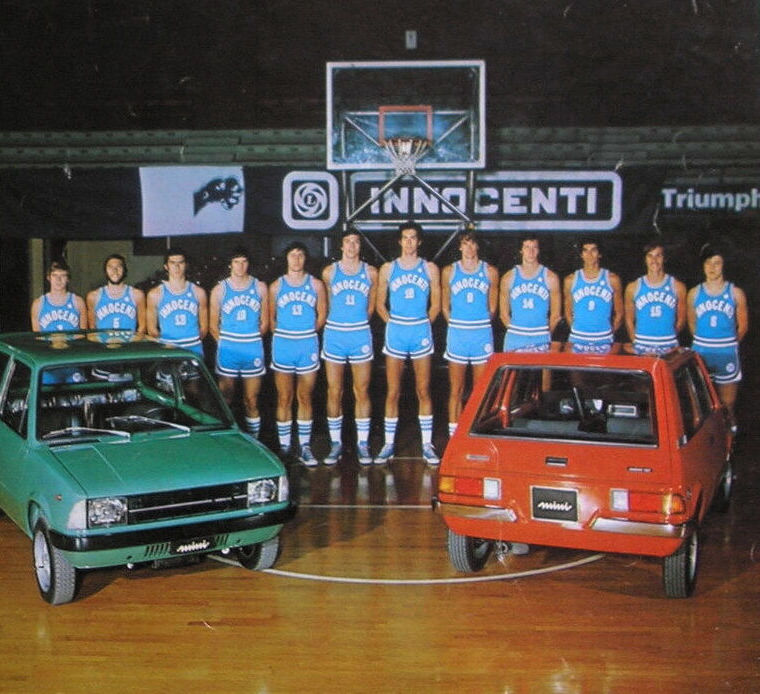
La Pallacanestro Olimpia Milano 1974-1975, sponsorizzata Innocenti, posa con la Nuova Mini

Già prima del suo debutto commerciale, la Leyland pianificò un'ampia campagna pubblicitaria per promuovere le doti stradali della Mini Bertone, auto su cui per altro si giocava il rilancio automobilistico del marchio Innocenti, da troppo tempo rimasto nel dimenticatoio, a seguito dei mancati investimenti in nuovi modelli. Così, nell'autunno 1974, fu organizzato a Saint Vincent in Valle d'Aosta un importante evento mediatico, per rimarcare presso la stampa e il pubblico le qualità della vettura. Giornalisti specializzati vennero invitati in un grande albergo, per ammirare e testare con mano le nuove Mini, che si dimostrarono alla guida sui percorsi misti e pieni di curve della Valle d'Aosta: agili, divertenti e performanti.
Contestualmente; non di minor importanza fu la pubblicità cartacea dedicata negli anni al modello, con frasi ad effetto, del tipo: "La più grande tre metri del mondo", per sottolineare l'idea di compattezza oltre che di omologazione a cinque posti. Senza dimenticare lo slogan: "Campagna "ScattantEconoPraticOriginalSimpatic", "MiniClick" e "M-M-Mille", per rimarcare il principio dei bassi consumi in epoca di austerity. Concetti poi ripresi al debutto della gamma 90II e Mille, in cui la parola chiave fu: "Il MiniMassimo".
Nel 1976, al salvataggio della Innocenti ad opera di De Tomaso e GEPI, vennero coniati i motti: "Ritorna il sereno su Lambrate" o "Mini Innocenti, l'abbiamo voluta tutti", così da informare i potenziali acquirenti della ripresa delle attività della fabbrica, dopo il fermo delle linee di montaggio dovuto alle difficoltà finanziarie del gruppo Leyland.
Nei primi anni '80, all'arrivo della 3 cilindri, la pubblicità fu indirizzata verso i canoni del lusso e della modernità (Campagna "Innocenti: La piccola grande Italiana"), oppure nuovamente sulle doti di economia e parco consumo (Campagna "Innocenti Tre, un quarto di strada in più), con l’originale emblema del petroliere arabo indicante il consumo che scompariva al passaggio della vettura. All'esordio della 650 2 cilindri venne poi pensato il motto: "Il massimo della praticità e del comfort, il minimo degli ingombri e dei consumi", sempre rispolverando lo slogan "Il MiniMassimo". La Gamma completa fu quindi mostrata sottolineando le vetture per la loro unicità: "L'unica tre cilindri. La più piccola matic. La più piccola Diesel. La più piccola turbo."
Negli anni '80, di sicuro effetto si rivelò la campagna per la Innocenti 500 ("Se un parcheggio è un miraggio siete su un'auto sbagliata - INNOCENTI 500 - L'AUTO GIUSTA").
Tra gli anni 80 e i primi anni '90 si crearono inoltre gli slogan per la 990, sottolineando le maggiori dimensioni della nuova auto (Campagna "La Grande Innocenti 990"). Al debutto delle Small si profilò lo slogan di "Piccolo è bello", oltre che una pubblicità televisiva con il sottofondo della canzone "Vieni Via con Me" di Paolo Conte, mentre l'intera gamma Innocenti venne presentata con il motto: "Innocenti, Molto di più, Niente di meno".
La pubblicità per questa tipologia di auto, unita al passaparola dei clienti si rivelò davvero vincente per le vendite della piccola casa di Lambrate, che non poteva certo spendere grosse somme in denaro in spot radiofonici o televisivi. Come invece poteva disporre il Gruppo Fiat, che in tempi analoghi pubblicizzava le concorrenti alla Mini Innocenti, le Autobianchi A112 e poi Y10. Queste ultime, promosse con una indovinata campagna pubblicitaria associata a personaggi famosi: "Y10 piace alla gente che piace".

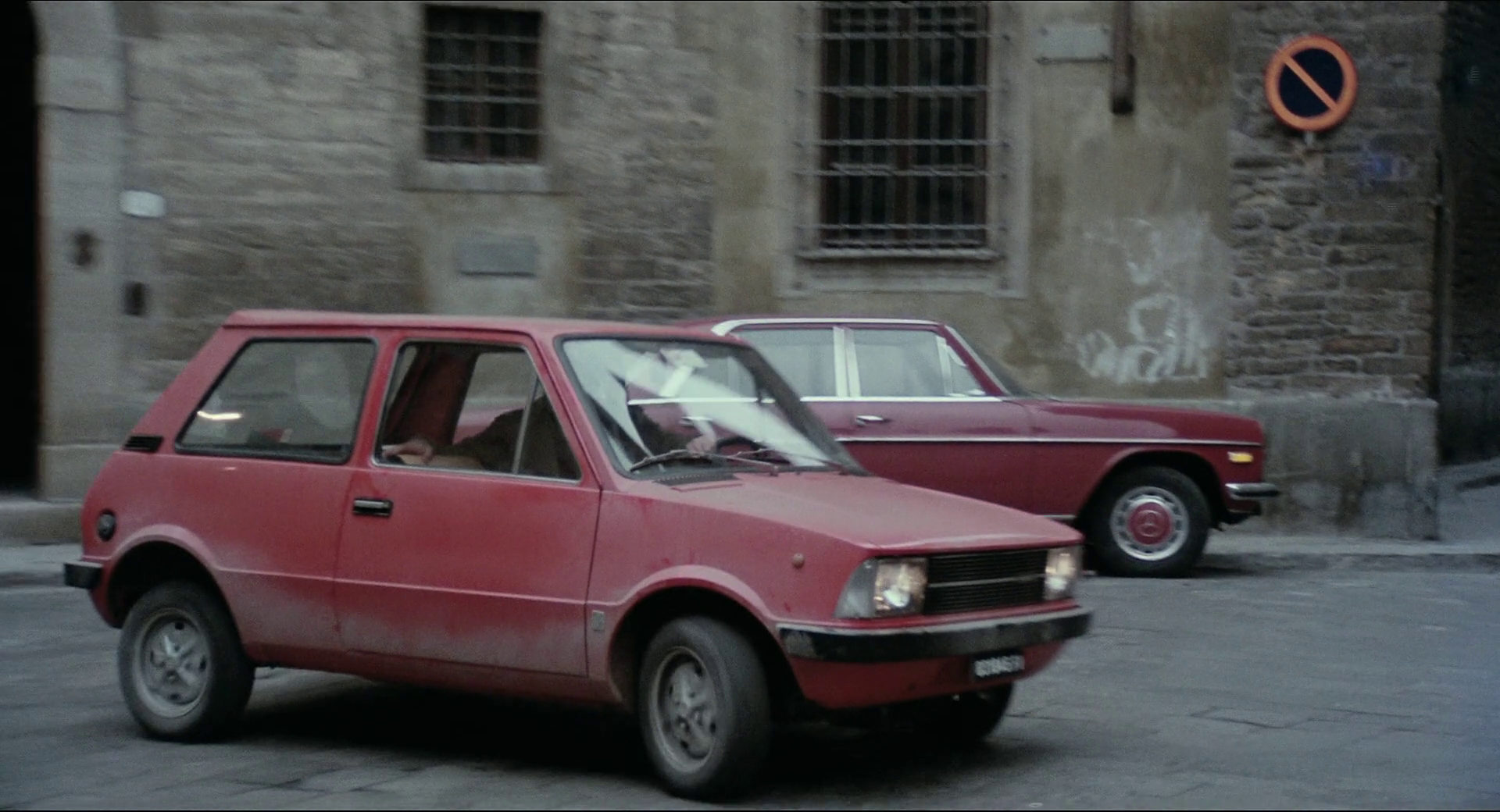
La Nuova Mini in Amici miei (1975)

Ma un altro elemento fondamentale per far conoscere la Mini Innocenti, soprattutto all'epoca della Leyland, fu quello di prestare le Mini a una discreta quantità di produzioni cinematografiche italiane, dal 1975 ai primi anni '80, sfruttando i canoni della pubblicità indiretta (allora tollerata e largamente utilizzata). Non infrequente si possono infatti notare nei film del periodo le piccole Innocenti. L'apparizione più evidente è in Amici miei (1975), ma le stesse Mini sono ben visibili e utilizzate da protagonisti di altri film, come in: Fango bollente (1975), Due cuori, una cappella (1975), Il figlio dello sceicco (1977), Squadra antitruffa (1977), Vai gorilla (1975), Di che segno sei? (1975), La pretora (1976), L'insegnante va in collegio (1978), Sabato, domenica e venerdì (1979), Al piacere di rivederla (1977), Il tango della gelosia (1981) e Vacanze di Natale (1983).
Sempre in tema di pubblicità indiretta, a metà degli anni '80, si ricordano le apparizioni delle auto della gamma Innocenti come presenza fissa nello studio televisivo di "Drive In", in onda in quegli anni su Italia Uno. Le auto venivano utilizzate appunto per affollare lo studio televisivo, in cui si era ricreata l'atmosfera del parcheggio del "Drive In", nel quale la trasmissione comico satirica veniva ambientata.
Piccola auto snob, anche alcuni VIP dichiararono di averne un esemplare. Nel 1977 Mike Bongiorno viaggiava sulla sua Mini De Tomaso Special nera. Nel 1988 comparve un articolo sulla Innocenti 500LS allestita dalla Carrozzeria Pavesi per Raffaella Carrà.

## Nomenclatura dei modelli
Alcune curiosità riguardo alla nomenclatura associata al modello, che possono trarre in inganno:
Scaduto l'accordo con la Leyland, la vettura non poteva più fregiarsi ufficialmente del nome di Mini, marchio di proprietà dell'industria automobilistica inglese. La vettura però continuò popolarmente a essere indicata come Mini, sia dagli automobilisti sia dalle riviste specializzate. Già da qualche anno le versioni con motorizzazione Leyland avevano abbandonato il classico logotipo a linee spigolose, che ricordavano quelle dell'autovettura, studiato appositamente per la Mini Bertone nel 1974 e palindromo per inversione (leggibile quindi anche mettendo la scritta sottosopra), battezzando appunto le versioni commercializzate negli ultimi anni di produzione semplicemente 90 II e Mille. La nomenclatura ufficiale Mini rimaneva solo per il modello DeTomaso. Da notare che all'estero la vettura non fu mai identificata come Mini, ma come Innocenti 90, Innocenti 120 od Innocenti DeTomaso, e le vetture per l'export riportavano tali marchi sulla carrozzeria in luogo del classico logo Mini.
Il nome Mini ricomparve negli anni 80 associato alle versioni tre cilindri, a formare la nuova denominazione commerciale di MiniTre. Successivamente, verso la fine degli anni 80, il nome Mini fu definitivamente e ufficialmente abbandonato in favore della nomenclatura numerica 500 e 990, successivamente mutata in Small (piccolo in inglese, concetto affine a Mini).
Una sintesi non esaustiva ma esemplificativa dell'evoluzione della Gamma durante gli anni di produzione, può essere sintetizzata come segue:

### Gamma "Leyland Innocenti" (1974-1976)
Motorizzazioni: Leyland Serie A 4 cilindri 998 cm³ per la 90, 1275 cm³ per la 120, entrambi a benzina. Trasmissione manuale a 4 rapporti.
- Leyland Innocenti Mini 90
- Leyland Innocenti Mini 120
- Leyland Innocenti Mini 90 "soluzione optional" (interno in panno e lunotto termico)

### Gamma "Nuova Innocenti" (1976-1982)
Motorizzazioni: Leyland Serie A 4 cilindri 998 cm³ per la 90, 1275 cm³ per la 120, entrambi a benzina. Trasmissione manuale a 4 rapporti.
- Innocenti Mini 90 (unificata)
- Innocenti Mini 90 N (sostituisce la Unificata)
- Innocenti Mini 90 L
- Innocenti Mini 90 SL
- Innocenti 90L "Export" (Mini 90 specifica per mercati esteri)
- Innocenti Mini 90 Commerciale
- Innocenti Mini 120 (unificata)
- Innocenti Mini 120 L
- Innocenti Mini 120 SL
- Innocenti 120L "Export" (Mini 120 specifica per mercati esteri)
- Innocenti Mini De Tomaso
- Innocenti Mini De Tomaso Special
- Innocenti Mille
- Innocenti 90 N II
- Innocenti 90 SL II

Versioni speciali:
- Innocenti 90L Bleue (versione per l'estero su base Mini 90)
- Innocenti 90L Red (versione per l'estero su base Mini 90)
- Innocenti DeTomaso Safari (versione su base De Tomaso per l'estero)
- Innocenti Mini 90 SL Koelliker
- Innocenti Mini 90 SL California

Nota: Ulteriore suddivisioni gamma 90/120: Versioni MY 77-78 con mascherina comandi a due tasti servizi, sedili senza avanzamento maggiorato e ribaltamento non a pantografo. Versioni MY 79 con mascherina comandi servizi a quattro tasti, sedili ad avanzamento maggiorato, adozione sull'allestimento SL di cerchi ruota "Tipo 120" e vetri a compasso posteriori. Versioni MY 80 con nuovi sedili a poggiatesta incassato, con differente sgancio di ribaltamento e rotella per reclinare e diversi rivestimenti in tessuto in luogo del velluto quadrettato. Da segnalare che unitamente alla comparsa della Mille, nel 1980 gli sportelli anteriori vengono aggiornati per l'alloggiamento dei vetri elettrici e della regolazione specchio esterno (di serie sull'allestimento Mille, e su DeTomaso Special Amaranto); di conseguenza vengono modificati i pannelli porta. 

### Gamma "Innocenti tre cilindri" (1982-1984)
Motorizzazioni: Daihatsu 3 cilindri 993 cm³ aspirato o turbo. Trasmissione manuale a 5 rapporti.
- Innocenti 3 cilindri S
- Innocenti 3 cilindri SL
- Innocenti 3 cilindri SE
- Innocenti Turbo De Tomaso (Sanyo) dal 1983

Nota: Le Innocenti Turbo De Tomaso per l'esportazione in mercati con particolari limiti di emissioni (es. Svizzera, Canada) montano sempre motore CB60.
In alcune comunicazioni commerciali della Casa, la gamma è identificata anche come "Innocenti 3".

### Gamma "Innocenti Minitre" (1984-1987)
Motorizzazioni: Daihatsu 3 cilindri 993 cm³ aspirato o turbo benzina, Daihatsu 3 cilindri 993 cm³ aspirato diesel. Trasmissione
manuale a 5 rapporti o automatica.
- Innocenti Minitre (Base)
- Innocenti Minitre Base (versione per l'estero su carrozzeria Innocenti 500L)
- Innocenti Minitre "Interno Panno"
- Innocenti Minitre SL America
- Innocenti Minitre SE
- Innocenti Minitre SE America
- Innocenti Minitre SE Special
- Innocenti Minitre Commerciale
- Innocenti Minimatic
- Innocenti Minimatic SE
- Innocenti Minimatic SE America
- Innocenti Minidiesel
- Innocenti Minidiesel SE
- Innocenti Turbo De Tomaso (CB60)
- Innocenti Turbo De Tomaso America (CB60)
- Innocenti Turbo De Tomaso (CB61) (1988 - 1989)
- Innocenti Minitre SE (versione per l'estero su carrozzeria Innocenti 500LS con strumentazione della Innocenti 990SE)

Note: Versioni America con catalizzatore per esportazione in Canada;
Le versioni America riadattate a specifiche europee e decatalizzate, sono state commercializzate in Italia e in Francia come serie speciale "America". Le versioni America tre cilindri aspirate, riportano sul portellone il logo "3 Cilindri" della precedente gamma "Innocenti Tre Cilindri".

### Gamma "Innocenti 650" (1984-1987)
Motorizzazioni: Daihatsu 2 cilindri 617 cm³ aspirato benzina. Trasmissione manuale a 5 rapporti.
- Innocenti 650
- Innocenti 650 SE

### Gamma "Innocenti 990" (carrozzeria passo lungo) (1986-1990)
Motorizzazioni: Daihatsu 3 cilindri 993 cm³ aspirato benzina, Daihatsu 3 cilindri 993 cm³ aspirato diesel. Trasmissione manuale a
5 rapporti o automatica.
- Innocenti 990 S
- Innocenti 990 SL
- Innocenti 990 SE
- Innocenti 990 C (commerciale 2 posti)
- Innocenti 990 Matic SE
- Innocenti 990 diesel SL
- Innocenti 990 diesel SE
- Innocenti 990 diesel C (commerciale 2 posti)

Versione speciale: 
- Innocenti 990 SE Special (carrozzeria nera, montanti e tetto antracite opaco filetto rosso, interni in alcantara, tetto apribile a richiesta)

### Gamma "Innocenti 500" (1988-1990)
Motorizzazioni: Daihatsu 3 cilindri 548 cm³ aspirato benzina. Trasmissione manuale a 5 rapporti.
- Innocenti 500 L
- Innocenti 500 LS

### Gamma "Innocenti Small" (1991-1993)
Motorizzazioni: Daihatsu 3 cilindri 993 cm³ aspirato benzina, anche catalizzato (Small 990 CAT), Daihatsu 3 cilindri 659 cm³ aspirato
benzina, anche catalizzato (Small 500 CAT). Trasmissione manuale a 5 rapporti.
Carrozzeria a passo corto su Small 500 L ed LS, carrozzeria a passo lungo su Small 500 SE CAT (serie limitata) e Small 990 SE.
- Innocenti Small 500 (versione semplificata, solo con catalizzata, con al posteriore solo il logo INNOCENTI e senza scritta di identificazione modello, ovvero con due scritte INNOCENTI a destra e sinistra negli alloggi sul paraurti posteriore).
- Innocenti Small 500 L (500 L CAT)
- Innocenti Small 500 LS (500 LS CAT)
- Innocenti Small 500 SE CAT "Serie Limitata" (trattasi delle ultime auto prodotte a Lambrate consegnate con pergamena e portachiavi silver plated)
- Innocenti Small 990 SE (990 SE CAT)

Versioni speciali: 
- Innocenti Small 500 L nera interno jeans arancio [non catalizzata]
- Innocenti Small 990 SE bordeaux con interni Missoni (tetto apribile a richiesta) [non catalizzata]

Nota: Small 990 SE non catalizzata sempre con verniciatura bicolore (montanti e tetto antracite opaco, tranne per la serie speciale Missoni, in mono-colore bordeaux), Small 990 SE CAT con verniciatura monocolore. Fanno eccezione le prime CAT che sono bicolore, in quanto catalizzate dopo la produzione durante lo stoccaggio.
- Small 500 SE CAT disponibile anche con verniciatura bicolore con sovrapprezzo (parte bassa della carrozzeria color antracite metallizzata, tipo Turbo DeTomaso) se abbinato coi colori Blu Met. e Verde Malta Met.. La versione "Verde Malta Met" ha interni in tessuto "Missoni" di provenienza Maserati Biturbo.

### Versioni rimaste allo stato di prototipo
Vetture mai entrate in produzione in serie:
- Innocenti Mini 90/120 5 porte
- Innocenti Mini 650 "Guzzi" (nota anche come "Minidue"[6]) con motore bicilindrico a V raffreddato ad aria, di derivazione motociclistica Moto Guzzi
- Innocenti 990 Turbo, prototipo di versione Turbo su carrozzeria "lunga" 990.
- Innocenti Small 750 Fire, prototipo con motore FIAT FIRE 750.

### Versioni speciali
Fuoriserie di carrozzieri autonomi:
- Innocenti 90L export cabrio (realizzazione artigianale di carrozziere tedesco)
- Innocenti 3 Cilindri SE passo allungato (carrozzeria Maggiora, esposta al Salone di Torino 1983)
- Innocenti 3 Cilindri/MiniTre/Turbo De Tomaso Pavesi (interni specifici, plancia rivestita in legno)
- Innocenti Minitre Spyder Embo (prototipo Cabriolet "ufficiale" realizzato dalla carrozzeria EMBO di Caramagna Piemonte (CN))

Le vetture in genere per tutta la gamma, con più ricorrenza nelle versioni motorizzate British Leyland, possono essere a richiesta allestite da particolari allestitori, ad esempio Bepi Koelliker (BK Styling) o Pavesi, con dotazioni particolari o non standard (soventemente elementi interni in legno, rivestimenti extra serie, tetto apribile, strumentazioni supplementari, impianto autoradio, fendinebbia...). 

## Raduni commemorativi
Il 12 giugno 2011 un gruppo di appassionati ha spontaneamente organizzato il primo raduno di Innocenti Mini Bertone, presso gli ex stabilimenti Innocenti di Lambrate. Al raduno hanno partecipato diverse vetture provenienti da tutto il Nord Italia. Il 2 giugno 2012 c'è stato il secondo raduno delle vetture.